# 龟兹都督府
龟兹都督府，唐朝羁縻都督府，首任都督为龟兹国王白素稽。
貞觀22年（648年）置，治所在焉耆镇（今新疆维吾尔自治区库车县），隶属于安西都护府。开元七年（719年）后为唐安西四镇之一。贞元六年（790年）后废。 